# Inger Lise Gjørv
Inger Lise Gjørv ( Oslo, 26 de mayo de 1938 – 28 de marzo de 2009) fue una política noruega del Partido Laborista.

## Carrera
Gjørv era hija del físico Sverre Strand (1906–1992) y su mujer Liv Alnæs (1912–2005). Se graduó en Económicas  en la Universidad de Oslo en 1962. Allí encontró a su marido, Ole Andreas Gjørv, y de allí se trasladaron a Sandvollan. De 1963 a 1977 trabajó como profesora de instituto en Steinkjer. Por otro lado, fue miembro del comité ejecutivo del consejo municipal de Inderøy de 1975 a 1979. Presidió la sección local del partido de 1973 a 1978.
Fue elegida para el Parlamento Noruego por Nord-Trøndelag en 1977 y fue reelegido en tres ocasiones. En su último mandato, de 1989 a 1993, fue Presidenta del Odelsting. Fue miembro de varias Comisiones Permanentes durante sus dieciséis años en el Parlamento. 
De 1989 a 1993 fue también vicepresidenta del Consejo de Europa. Fue miembro de la desaparecida Statens Naturvernråd de 1973 a 1990, y de la junta directiva de Concerts Norway de 1974 a 1977 y presidió la junta de 1993 a 1998. En 1994, se convirtió en miembro del Comité Nacional de Ética de la Investigación Médica y Sanitaria y miembro de la junta directiva de la Sociedad Noruega del Cáncer. De 1999 a 2005, fue miembro del Museo de Historia Natural y Arqueología de la NTNU.
Con su marido, Inger Lise Gjørv restauró la granja Gjørv Gård, de un estado de ruina virtual a una atracción turística histórica, que fue galardonada con el premio "Olavsrosen" a las buenas prácticas de restauración. Durante varios años, entretuvieron a grupos en el negocio del agroturismo.
En 1991 fue nombrada gobernadora del Condado de Nord-Trøndelag, siendo la primera mujer que ostentaba dicho cargo en toda Noruega. Se retiró en 2008 y fue sustituida por Oddbjørn Nordset. A Gjørv se le diagnosticó un cáncer y estuvo luchando con él durante veinte años. Moriría en marzo de 2009 en el Hospital universitario de San Olaf.